# (5429) 1988 BZ1
(5429) 1988 BZ1 è un asteroide della fascia principale esterna. Scoperto nel 1988, presenta un'orbita caratterizzata da un semiasse maggiore pari a 3,195830 UA e da un'eccentricità di 0,160262, inclinata di 0,771120° rispetto all'eclittica. Ha un diametro di 13,917 km e un'albedo di 0,076.
Fa parte della famiglia di asteroidi Temi.